# Willem Witteveen (1931-2000)
Willem Eise Witteveen (Amsterdam, 2 augustus 1931 – 20 februari 2000) was een Nederlands politicus van de VVD.

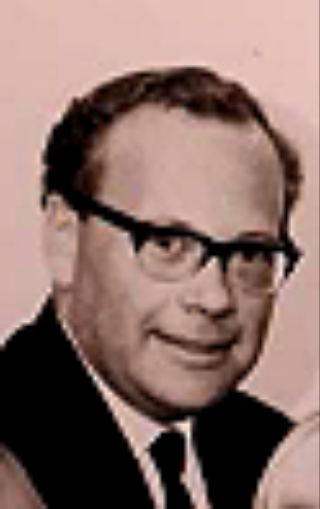
Willem Eise Witteveen

Studeerde Aardrijkskunde en was zeer verdienstelijk amateur pianist. Hij werkte als tv regisseur en programma maker bij de NOS. Hij regisseerde concerten en school tv programma’s en was maker van het programma Zienswijze (met o.a. Jack van Belle). 
Van 1974 tot 1982 was hij wethouder in Bussum. In juni 1983 werd Witteveen benoemd tot burgemeester van de Drentse gemeente Ruinerwold. In oktober 1989, kort nadat zijn tweede termijn begon, ging hij met ziekteverlof. Midden 1991 werd Witteveen op medische gronden eervol ontslag verleend. Begin 2000 overleed hij op 68-jarige leeftijd.